# Матрац

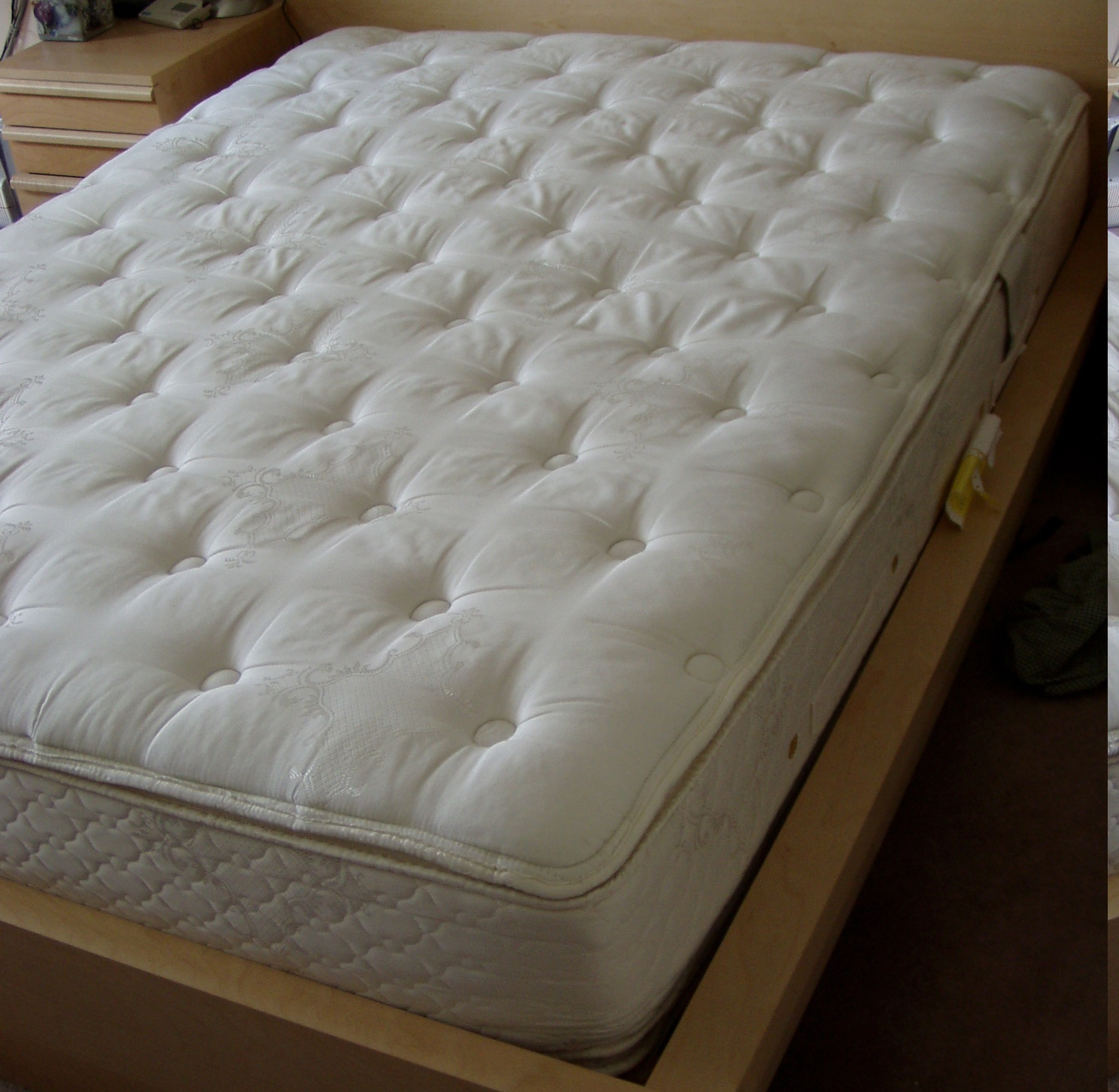
Матрац з наволочкою.

Матра́ц — м'яка товста підстилка для лежання, також частина ліжка або дивана з дерев'яним каркасом і пружинами всередині, яку можна знімати. Наповнені сіном матраци називаються ще сінника́ми. Існують також матраци, призначені для наповнення повітрям (надувні) або водою.

## Історія
Слово матрац походить через посередництво нім. Matratze, ст.-італ. materazzo і ст.-фр. materas від араб. مَطْرَحٌ («підстилка, подушка»). Це слово потрапило до європейських мов у часи Хрестових походів, коли європейці перейняли арабський спосіб спання на покладених на підлогу постілках. Поява ж самих матраців датується деякими дослідниками бл. 75 000 р. до н. е.

## Види сучасних ортопедичних матраців
Сучасні ортопедичні матраци можуть бути двох видів: пружинні та безпружинні.

## Пружинні матраци

### Види пружинних матраців
- Блок Bonnell
- Pocket Spring (кишенькові пружини)
- Пружинний блок з мікропружинами
- Dual Spring (подвійні пружини)
- Continous Coil (безперервний блок пружин)
- Offset Coil (пружини зі зміщенням):

## Будова пружинного матраца
Пружинний блок, наповнювачі, допоміжні прошарки, чохол — ось основні складові частини такого матраца. Пружинні блоки, у свою чергу, поділяються на залежні і незалежні.

### Залежний пружинний блок
Залежний пружинний блок (блок залежного плетіння, Bonnel, LFK) так названий тому, що для його створення використовуються з'єднані між собою пружини, що мають форму спіралі. Вплив на одну пружину викликає рух інших.
Матраци з залежними пружинами з'явилися понад 150 років тому. Сучасні виробники, які використовують залежні пружинні блоки, що представляють їх сьогодні в поєднанні з високоякісними матеріалами прошарків і чохлів.
Матраци в залежними пружинними блоками поєднують в собі традиції комфорту з доступною ціною.

### Незалежний пружинний блок
Незалежний пружинний блок (пружинний блок кишенькового типу, незалежні пружини, Pocket Springs, TFK, Multipocket, Vernestet, Interactive та інші) — результат сучасніших технологічних розробок. Пружини, що складають такий блок, не з'єднані між собою і працюють автономно, забезпечуючи максимальну зручність. Натискання на одну пружину не впливає на інші. Кожна пружина поміщена в окремий чохол, а чохли з'єднані між собою. Чим більша кількість пружин на одиницю площі, тим вищий ортопедичний ефект матраца.

## Безпружинні матраци

### Види безпружинних матраців
- Латексні матраци
- Матраци з піною з ефектом пам'яті (memory foam)
- Пінополіуретанові матраци (PU-піна)
- Матраци з кокосового волокна
- Матраци з гелевою піною

## Будова безпружинного матраца
Безпружинний матрац формується шарами моноліту латексу або пінополіуретану, а також іншими наповнювачами (кокосова плита, бавовняне полотно, вовна та ін). Для створення жорстких моделей безпружинних матраців застосовується поєднання латексних і кокосових плит, більш тонких в порівнянні з монолітним блоком.

## Наповнювачі матраців
Основна функція наповнювача матраца — розподіл навантаження і надання матрацу більшої чи меншої жорсткості / м'якості. Існує велика різноманітність видів наповнювачів, виробники постійно експериментують з матеріалами та їх обробкою. Усі наповнювачі можна розділити на два види: природні і штучні. Останні можуть бути двох видів: створені з натуральної сировини і спеціально оброблені, а також повністю синтетичні. Спеціальна обробка натуральних матеріалів допомагає підкреслити і поліпшити деякі їх властивості.
І природні, і штучні матеріали мають ряд переваг і специфічних властивостей. Часто в сучасних ортопедичних матрацах натуральні і штучні наповнювачі використовуються в поєднанні один з одним. Від вибору наповнювача і його комбінацій залежить жорсткість матраца, а також його гіпоалергенні властивості.
М'які
- Натуральна вата (бавовна)
- Вовна
- Льон
- Натуральний латекс (сік гевеї) — гіпоалергенний наповнювач, витримує значну вагу, довговічний, але погано віддає вологу.
- Штучний латекс належить до матеріалів високої жорсткості
- Пінополіуретан — бюджетний варіант, високий рівень жорсткості.
- Гель або Memory Foam (піна з ефектом «пам'яті») — в'язка пориста рідина, що чуйно реагує на навантаження та контури сплячої людини.
- Синтепон
- Футон

Жорсткі
- Кокосова койра — натуральне волокно з високим ступенем жорсткості.
- Кінський волос — екологічний матеріал середньої жорсткості, але може викликати алергію.
- Морські водорості — гіпоалергенний натуральний матеріал з антистресовий ефект середнього ступеня жорсткості
- Волокно бамбука

## У культурі
У сатиричному романі І. Ільфа і Є. Петрова «Дванадцять стільців» матрац жартома описується як символ оселі, міцного домогосподарства і житечної практичності:
|  | Громадяни! Шануйте пружинний матрац у голубих квіточках! Це — родинне вогнище, альфа і омега меблювання, загальне і ціле хатнього затишку, любовна база, батько примуса! Як солодко спати під демократичний дзвін його пружин! Які чудові сни бачить людина, засинаючи на його голубій ряднині! Якою пошаною користується кожний матрацоволодар! Людина, що не має матраца, жалюгідна. Вона не існує. Вона не платить податків, не має дружини, знайомі не дають їй в борг грошей «до середи», шофери таксі посилають їй навздогін образливі слова, дівчата сміються з неї: вони не люблять ідеалістів.— І. А. Ільф, Є. П. Петров «Дванадцять стільців», пер. М. Пилинської та Ю. Мокрієва |